# Gáspár Károlyi
Gáspár Károlyi (1529-1591) * Nagydisznód, 1529, † Kolozsvár, 31 de Dezembro de 1591), foi um pastor calvinista húngaro e autor da primeira bíblia completa no idioma húngaro, também conhecida como Bíblia de Vizsoly (1590)

## Biografia
Foi educado inicialmente em sua cidade natal, e mais tarde, estudou em Wittenberg e na Suíça, retornando para sua cidade em 1556.  Em 1559, tornou-se pastor em Gönc, cargo que ocupou até a sua morte. Em1566 presidiu o Sínodo de Gönc. Em 1584 ele se transferiu para Tállyia.
A sua obra prima foi criada com a ajuda de inúmeros colaboradores: o trabalho foi iniciado em 1586 e a impressão ficou a cargo de Bálint Mantskovits († 1596).

## A Bíblia de Viszloy

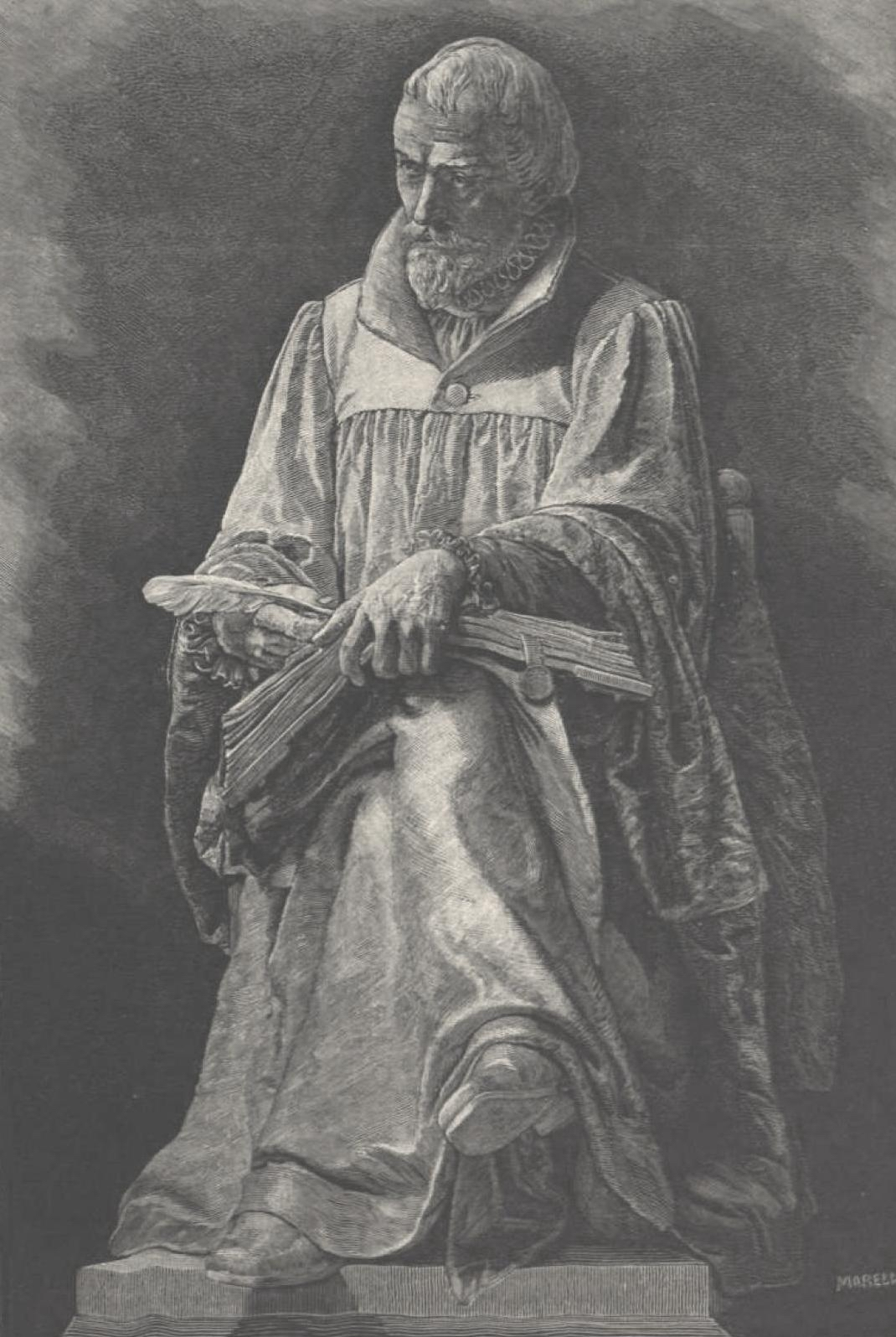
Estátua de Gáspár Károlyi

Gáspár Károli começou a trabalhar com a sua tradução em 1586 e terminou três anos depois. Como era impossível na época que uma pessoa traduzisse a Bíblia completa num curto período de tempo, outros tiveram de colaborar. A análise do vocabulário e das frases sugere que pelo menos quatro pessoas trabalharam na obra, porém, o Novo Testamento foi inteiramente traduzido por ele.
A impressão foi iniciada no dia 28 de Fevereiro de 1589, tendo-se transferido da oficina em Galgóc para a cidade de Vizsoly. Os tipos foram importandos da Holanda e o papel da Polônia. Mantskovits era de origem polonesa, e em nota ele pede ao leitor que relevasse os possíveis erros encontrados nos textos. Quando a impressão foi iniciada, a tradução completa ainda não havia sido terminada, portanto, os manuscritos de Karolyi eram levados, página por página, por estudantes de Gónc, dentre eles  Albert Szenczi Molnár (1574-1634).
No dia 3 de Março de 1589, Ernesto, Arquiduque da Áustria (1553-1595) e o secretário real Faustus Verantius (1550-1617) acusaram Mantskovits de imprimir calendários e outros livros proibidos, e pediram que a oficina tipográfica fosse confiscada. Em  26 de Março, Sigismund Rákóczi (1544-1608), futuro príncipe da Transilvânia, e portanto, com poderes sobre a localidade de Vizsoly, negou as acusações, solicitando permissão para terminar a impressão da Bíblia. Graças à Rákóczi e a outros nobres poderosos que apoiavam a causa, a obra foi concluída no dia 20 de Julho de 1590, sendo impressas nessa época por volta de 700 a 800 cópias.
Em 1890, o escultor húngaro Lajos György Mátrai (1850-1906) esculpu uma estátua em homenagem a Károlyi.